# Saxifraga biflora
Saxifraga biflora (All., 1785) è una pianta appartenente alla famiglia delle Saxifragaceae, originaria dell'Europa centro-occidentale. Come le altre piante del genere Saxifraga, è perenne.

## Descrizione
È una pianta strisciante, col fusto è alto dai 10 ai 30 cm.  Le foglie sono obovate e carnose, senza pori a secrezione calcarea. Se gli stami sono di color arancio, i fiori sono color rosso scuro o viola, bianchi solo in rari casi..

## Distribuzione e habitat
La S. biflora è una pianta alpina: si trova lungo tutto l'arco alpino, fino alla Carinzia, nella fascia compresa fra i 2000 m ed i 4000 m